# Лелуар, Жан-Батист Огюст
Жан-Батист Огюст Лелуар (фр. Jean-Baptiste Auguste Leloir; 1 июля 1809, Париж — 8 марта 1892, XVII округ Парижа) — французский художник; мастер исторической живописи.

## Биография
Огюст Лелуар родился 1 июля 1809 года в городе Париже и в родном же городе окончил Школу изящных искусств; брал уроки у Франсуа Эдуара Пико.
Муж рисовальщицы Элоизы Сюзанны Колен, дочери живописца Александра-Мари Колена, вместе с которым давал ей первые уроки рисования. В браке у них родилось двое сыновей, которые продолжили дело родителей: живописец, книжный иллюстратор, художник театра и кино Морис Лелуар и жанровый и исторический живописец Александр-Луи Лелуар.

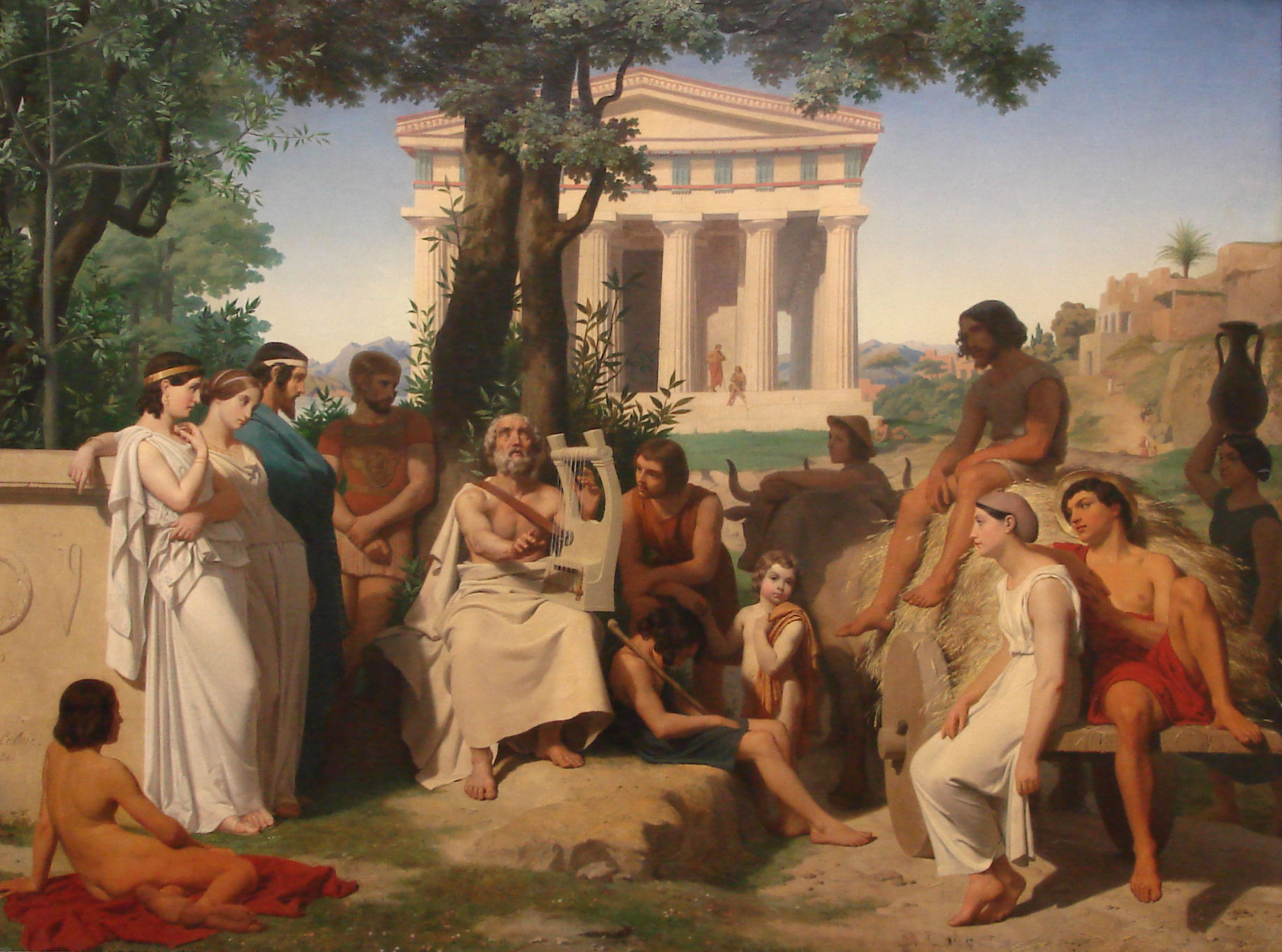
Гомер. 1841

Удостоенный 3-й Римской премии в 1835 году, Огюст Лелуар выставлялся в Парижском салоне в том же году. Он был награждён в Салоне дважды, получив медаль 3-й степени в 1839 году, а затем медаль 2-й степени в 1841 года за картину, изображающую Гомера, купленную государством и хранящуюся в Лувре.
Жан-Батист Огюст Лелуар скончался 8 марта 1892 года в XVII округе французской столицы.
Его заслуги перед отечеством были отмечены орденом Почётного легиона.